# (500313) 2012 RE14
(500313) 2012 RE14 es un asteroide perteneciente al cinturón de asteroides, descubierto el 15 de septiembre de 2012 por el equipo del Observatorio Astronómico de Mallorca desde el Observatorio Astronómico de La Sagra, Puebla de Don Fadrique (Granada), España.

## Designación y nombre
Designado provisionalmente como 2012 RE14.

## Características orbitales
2012 RE14 está situado a una distancia media del Sol de 2,802 ua, pudiendo alejarse hasta 3,436 ua y acercarse hasta 2,168 ua. Su excentricidad es 0,226 y la inclinación orbital 19,75 grados. Emplea 1713,59 días en completar una órbita alrededor del Sol.

## Características físicas
La magnitud absoluta de 2012 RE14 es 16,5.